# 우키하군

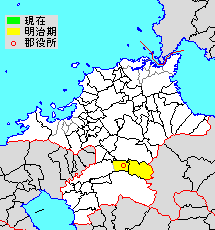
후쿠오카현 우키하군의 위치

우키하군(浮羽郡, うきはぐん)은 후쿠오카현에 있던 군이다.

## 군역
1896년 행정 구역으로 발족 당시의 군역은 아래 구역에 해당한다.
- 구루메시의 일부
- 우키하시 전역

## 역사

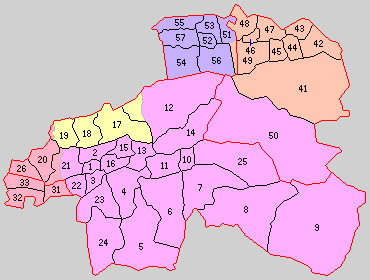
41.히메하루촌 42.야마하루촌 43.오이시촌 44.쓰바코촌 45.우키하촌 46.요시이정 47.지토세촌 48.에나미촌 49.후쿠토미촌 51.후나고시촌 52.다누시마루정 53.미즈와케촌 54.다케노촌 55.시바카리촌 56.미노촌 57.가와아이촌
(보라: 구루메시 분홍: 야메시, 주황: 우키하시 1~24는 가미쓰마군, 31~33은 시모쓰마군)

- 1896년 4월 1일 - 군제 시행에 따라 다케노군 및 이쿠하군의 일부 구역으로 우키하군이 발족.(2정 14촌)
  - 구 다케노군(1정 6촌) - 후나고시촌(船越村)(현 구루메시, 우키하시), 다누시마루정(田主丸町), 미즈와케촌(水分村), 다케노촌(竹野村), 시바카리촌(柴刈村), 미노촌(水縄村), 가와아이촌(川会村)(현 구루메시)
  - 구 이쿠하군(1정 8촌) - 히메하루촌(姫治村), 야마하루촌(山春村), 오이시촌(大石村), 쓰바코촌(椿子村), 우키하촌(浮羽村), 요시이정(吉井町), 지토세촌(千年村), 에나미촌(江南村), 후쿠토미촌(福富村)(현 우키하시)
- 1929년 4월 1일 - 쓰바코촌·우키하촌이 합병하여, 미유키촌(御幸村)이 발족.(2정 13촌)
- 1951년
  - 1월 1일 - 미유키촌이 정제 시행으로 미유키정(御幸町)이 됨.(3정 12촌)
  - 4월 1일(3정 8촌)
    - 미유키정이 히메하루촌·야마하루촌·오이시촌을 편입한 후에 개칭하여 우키하정(浮羽町)이 됨.
    - 가와아이촌·시바카리촌이 합병하여, 지쿠요촌(筑陽村)이 발족.
- 1954년 12월 1일 - 다누시마루정·미즈와케촌·지쿠요촌·미노촌·다케노촌 및 후나고시촌의 일부가 합병하여, 새로이 다누시마루정이 발족.(3정 4촌)
- 1955년 1월 1일 - 후나고시촌·에나미촌·후쿠토미촌·지토세촌·요시이정이 합병하여, 새로이 요시이정이 발족.(3정)
- 2005년
  - 2월 5일 - 다누시마루정이 구루메시에 편입.(2정)
  - 3월 20일 - 우키하정·요시이정이 합병하여, 우키하시(うきは市)가 발족. 같은 날 우키하군이 폐지됨.